# قناة الكلوة الجنينية الموسطة
قناة الكلوة الجنينية المُوسّطة (بالإنجليزية: Mesonephric ducts)‏ هي قناة مزدوجة لدى الجنين عند الثدييات، بما في ذلك البشر. أثناء التطور الجنيني، تتمايز هذه القناة لاحقاً إلى هياكل تناسلية ذكرية مهمة، وتشمل هذه الهياكل البربخ، والأسهر، والحويصلة المنوية.
تربط هذه القناة الكلية المتوسطة (أو الكلوة الموسطة) البدائية، بالمذرق وتعمل كمنشم لبعض الأعضاء التناسلية الذكرية فيما بعد.

## البنية
تربط هذه القناة الكلية المتوسطة (أو الكلوة الموسطة)البدائية، بالمذرق وتعمل كمنشم لبعض الأعضاء التناسلية الذكرية فيما بعد.

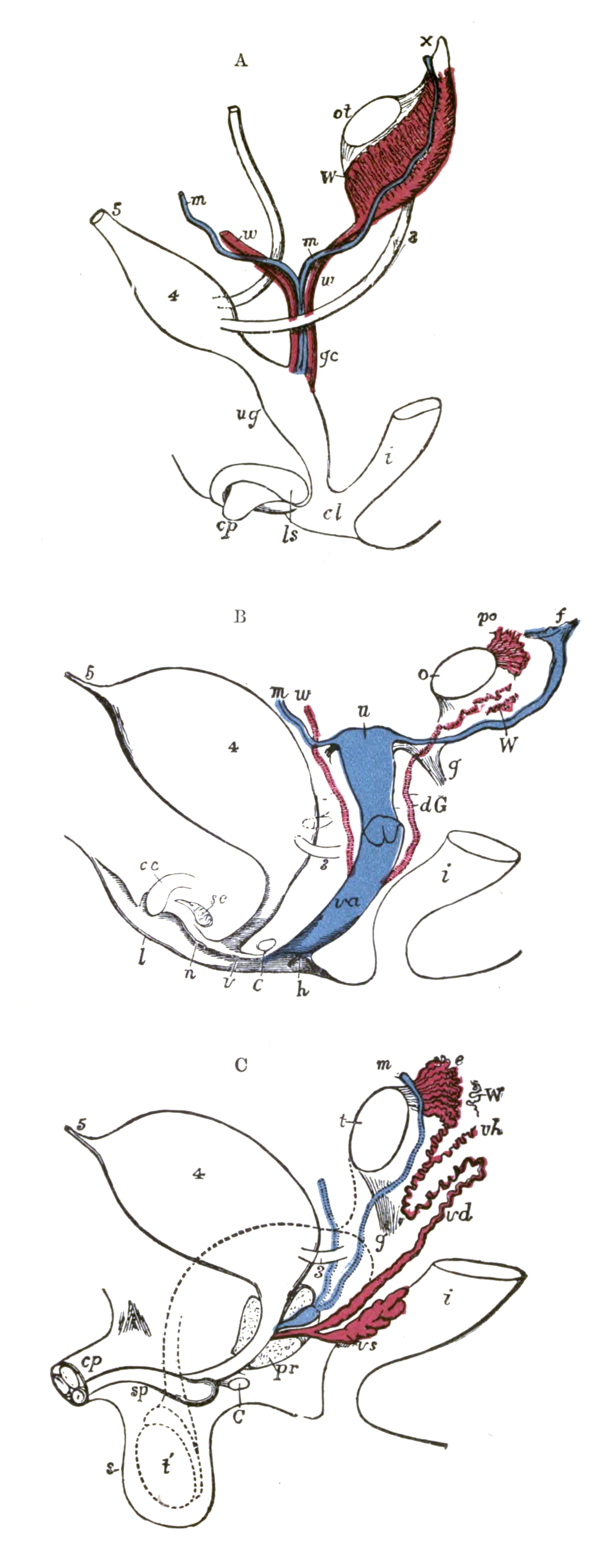

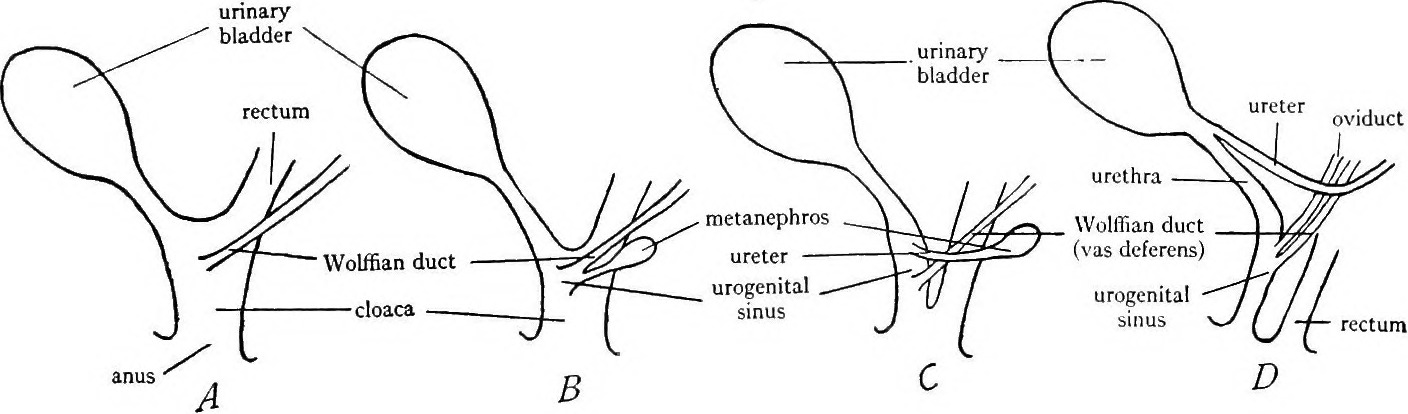

## التطور
في كل من الذكر والأنثى، تتطور القناة الكلوية المتوسطة إلى مثلث المثانة البولية،روهو جزء من جدار المثانة. ومع ذلك، فإن المزيد من التطور يفرق بين الجنسين في تطور الأعضاء البولي والتناسلية.

### الأعضاء التناسلية الذكرية
في الذكر، تتطور هذه القناة إلى جهاز من الأعضاء المتصلة بين القنوات الصادرة من الخصية والبروستاتا، أي بشكل أدق البربخ، والأسهر ، والحويصلة المنوية. تتشكل البروستاتا من الجيب البولي التناسلي وتتشكل القنوات الصادرة من نبيبيات الكلوية الجنينية الموسطة.
لهذا فمن الضروري أن تتعرض هذه القناة لهرمون التستوستيرون أثناء التطور الجنيني. يرتبط التستوستيرون بمستقبلات الأندروجين وينشطها، مما يؤثر على الإشارات داخل الخلايا كما ويعدل التعبير عن العديد من الجينات. في الذكر الناضج، تتمثل وظيفة هذا النظام في تخزين الحيوانات المنوية وإنضاجها، وتوفير السائل المنوي الإضافي.

### في الأنثى
مع عدم إفراز خلايا سيرتولي للهرمون المضاد للمولر وما يتبعه من موت الخلايا المولرية المبرمج، تتراجع القناة الكلوية المتوسطة في الإناث، على الرغم من احتمال بقاء بعض المشتملات، على سبيل المثال، غدد سكين أو المبيض الحانبي. يمكن أن تتطور قناة أو كيس جارتنر أيضًا إلى جدار المهبل على شكل بقايا.

## صور إضافية

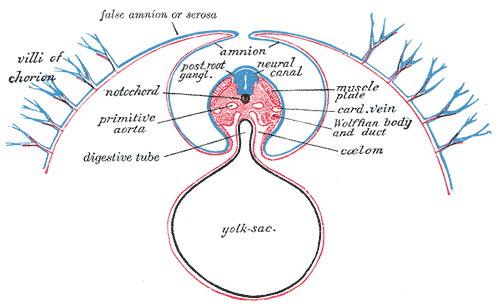
رسم تخطيطي لقسم عرضي، يوضح طريقة تكون السلى في فرخ الدجاج.
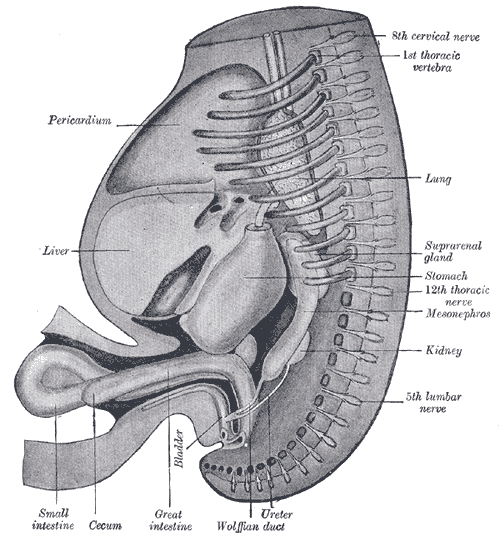
إعادة هيكلة جنين بشري (17 مم).
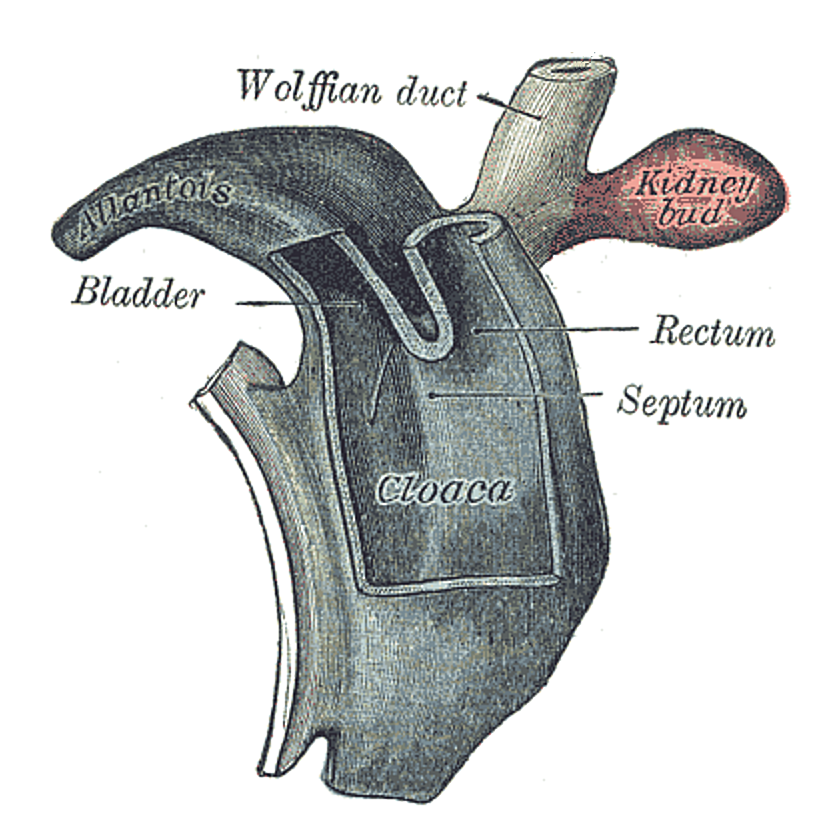
المذرق في الجنين البشري البالغ خمسة وعشرين إلى سبعة وعشرين يومًا من العمر.
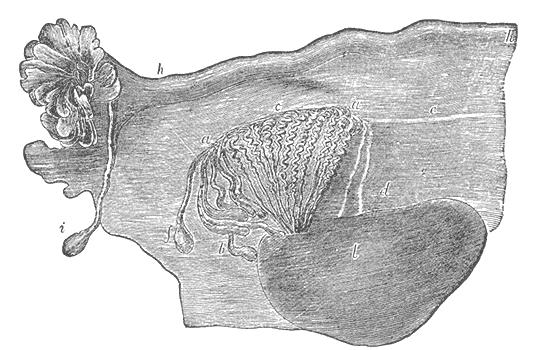
الرباط الواسع للبالغين والمبيض الجانبي.
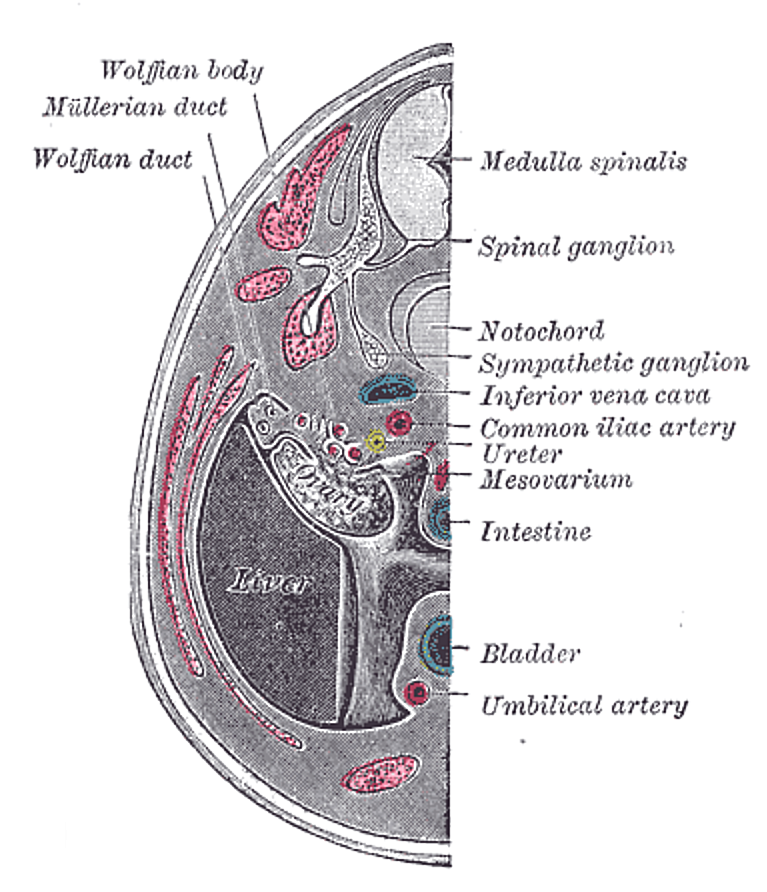
مقطع عرضي من جنين بشري عمره ثمانية ونصف إلى تسعة أسابيع.
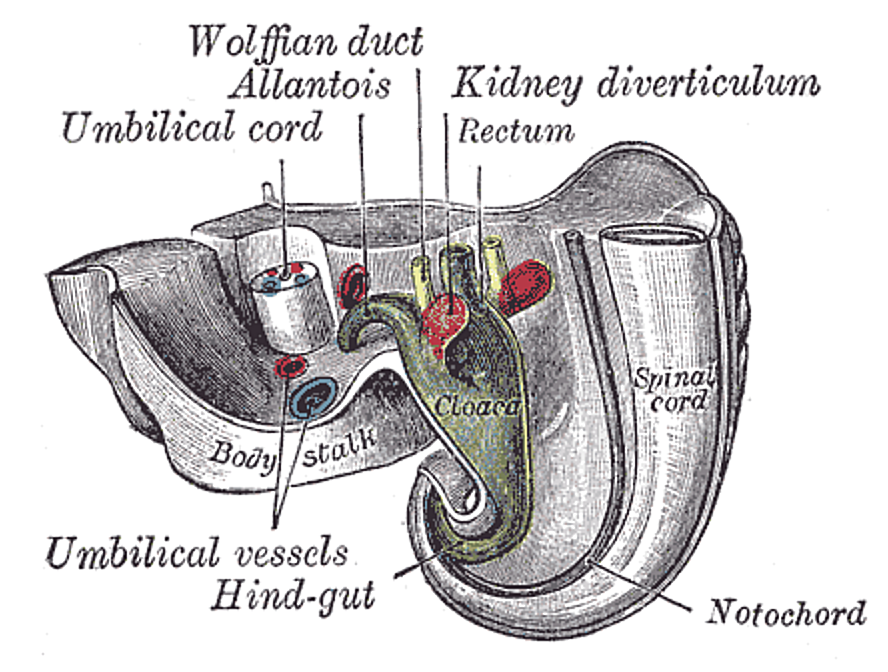
ذيل جنين بشري يبلغ من العمر خمسة وعشرين إلى تسعة وعشرين يومًا.
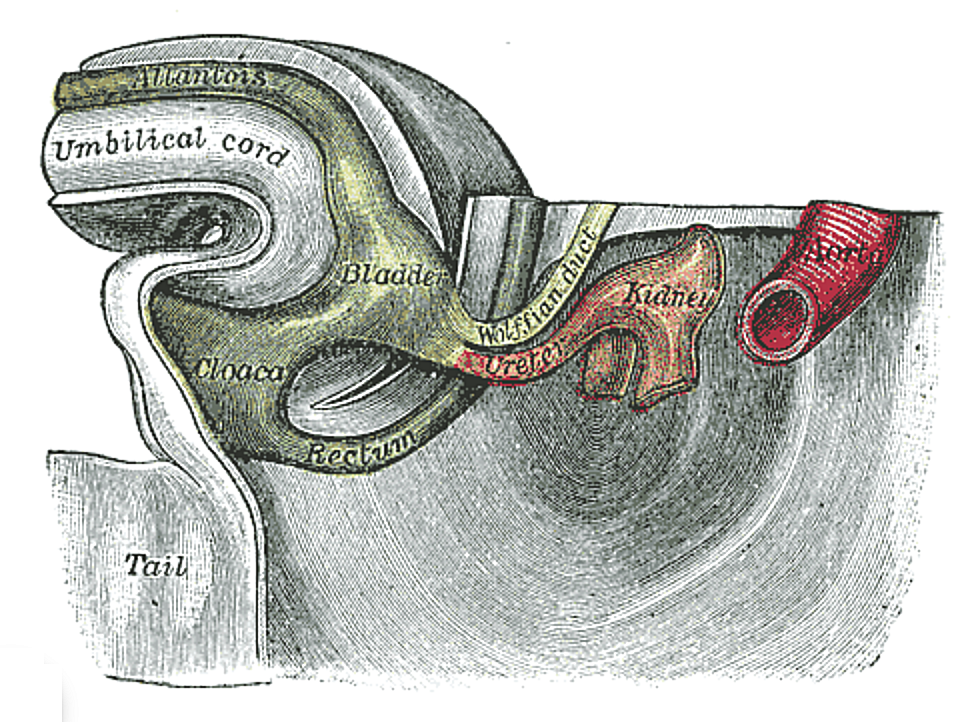
ذيل جنين بشري يبلغ من العمر اثنين وثلاثين إلى ثلاثة وثلاثين يومًا.
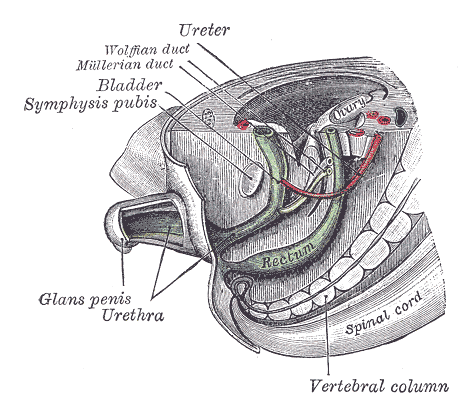
ذيل الجنين البشري؛ يبلغ من العمر ثمانية ونصف إلى تسعة أسابيع.
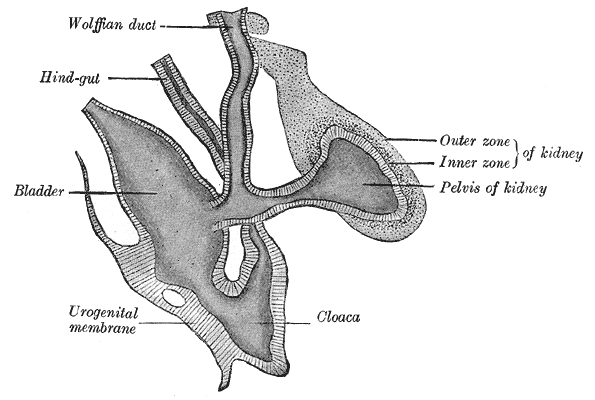
الكليتان والمثانة البولية المبدئية، أثناء إعادة الهيكلة.

## روابط خارجية
- Medicalاستذكارs.com: 1266
- كيف يعمل الجسم / تطور الجنس / التمايز الجنسي / تمايز القناة - مستشفى الأطفال المرضى (GTA - تورونتو، أونتاريو، كندا)